# Abri Tío Campano
L'Abri Tío Campano (en français : Abri de l'oncle Campano) est un site d'art rupestre situé dans la commune d'Albarracín (comarque de la Sierra de Albarracín), dans la province de Teruel, en Aragon, en Espagne,.
Cet abri sous roche, qui abrite des peintures rupestres appartenant au style de l'art schématique ibère, fait partie de l'ensemble dénommé Art rupestre du bassin méditerranéen de la péninsule Ibérique, inscrit au Patrimoine mondial par l'Unesco en 1998 (sous la référence 874-609). Il est protégé comme Bien d'Intérêt Culturel depuis 1996 (cote RI-51-000965).

## Situation

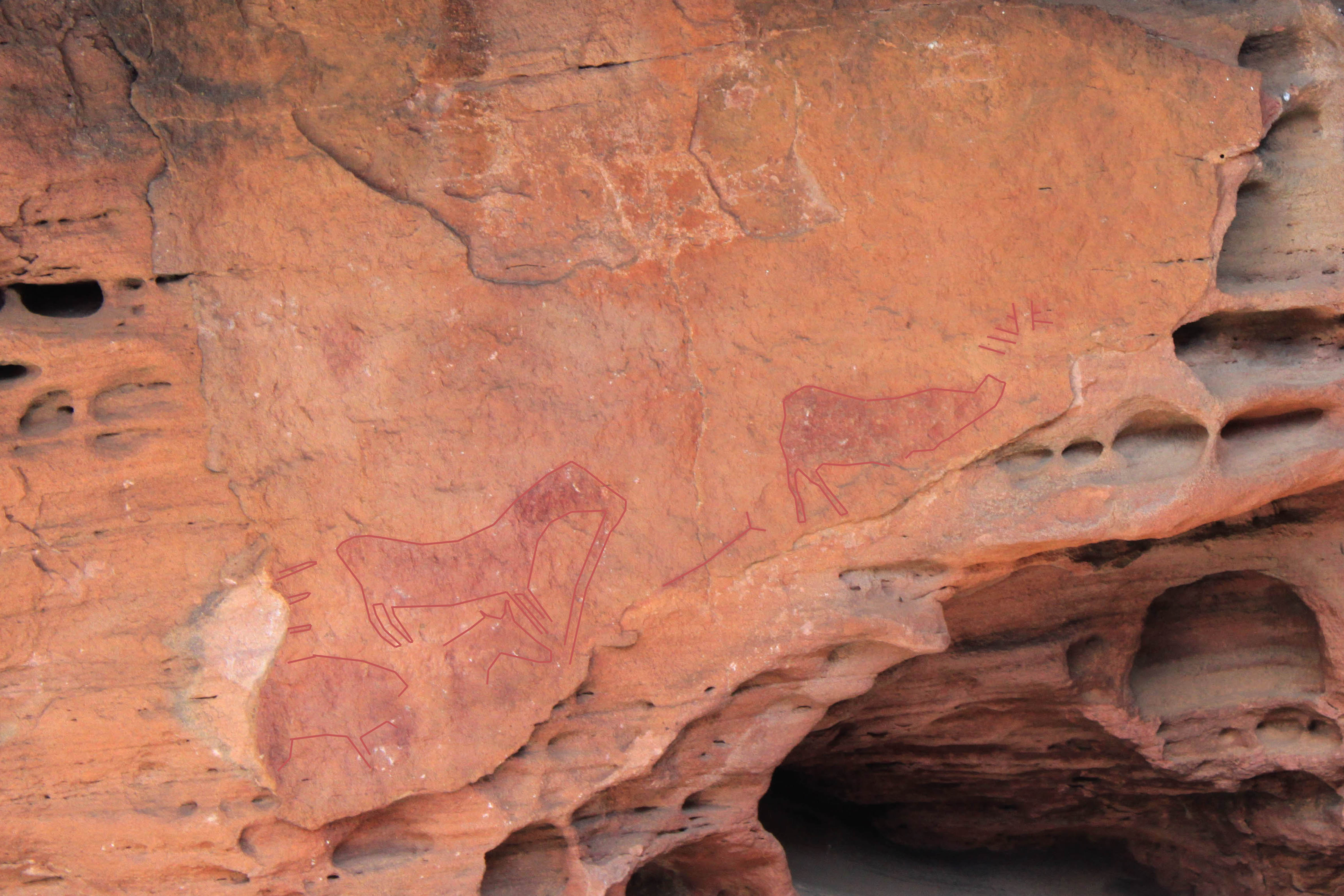
Vue du panneau de peintures rupestres

L'abri Tío Campano se trouve dans la Sierra d'Albarracín, dans la zone du Paysage protégé des Pinares de Rodeno du parc culturel d'Albarracín.

## Historique
L'abri a été découvert en 1981.

## Description
L'abri ne possède qu'un seul panneau de 95 cm de long. Malgré son médiocre état de conservation, on distingue l'arrière-train d'un quadrupède indéterminé, un cheval et deux cerfs, tous en peinture rouge. Du museau du cheval une ligne descendante mène à une figure anthropomorphe. Les peintures dateraient du Néolithique ancien.